# 洛克恩韦勒
洛克恩韦勒（法語：Loc-Envel，法語發音：[lɔk ɛnvɛl]）是法国阿摩尔滨海省的一个市镇，位于该省西部，属于甘冈区。该市镇总面积3.36平方公里，2009年时的人口为78人。

## 人口
洛克恩韦勒人口变化图示